# Mar de Wandel

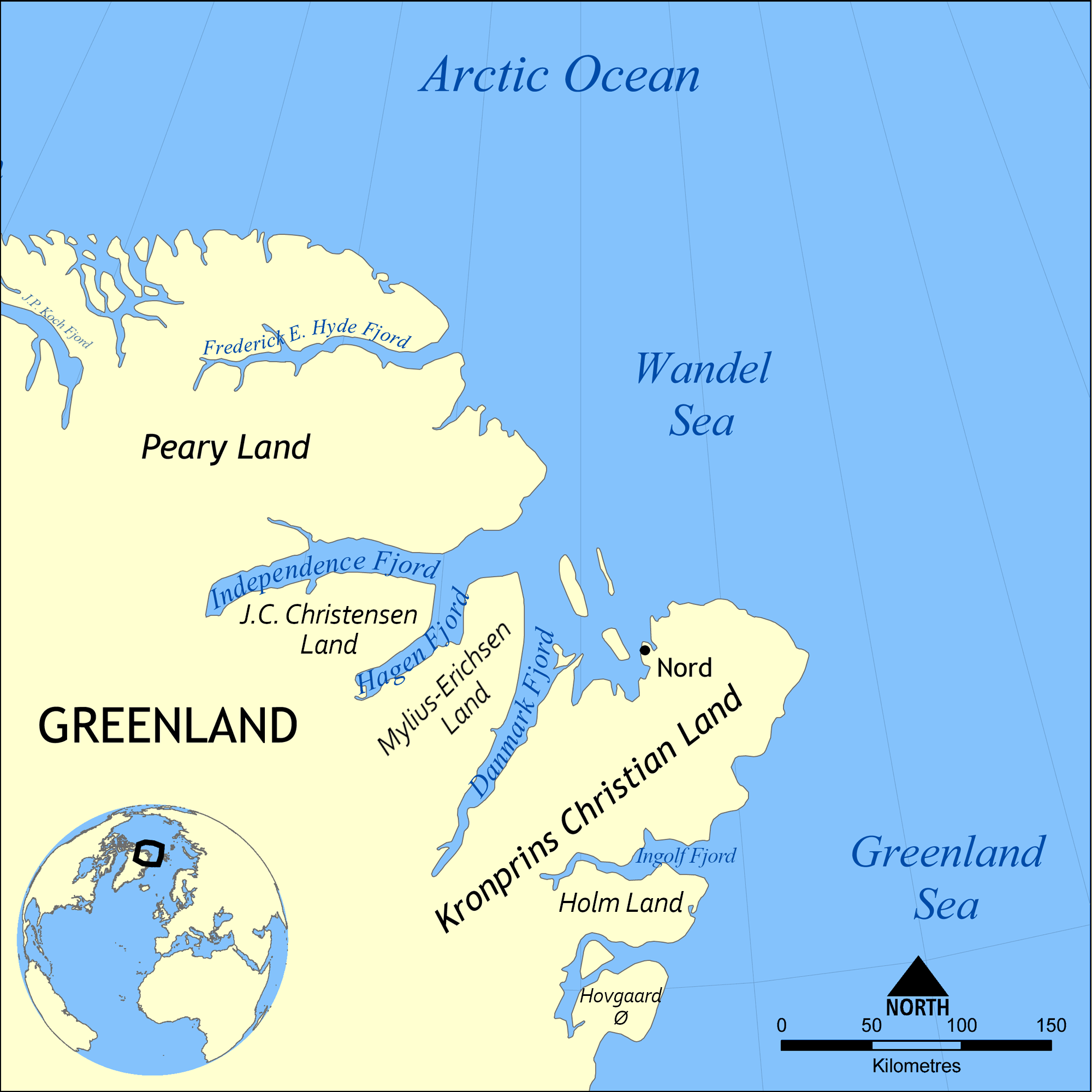
Localização do mar de Wandel

O mar de Wandel (também conhecido como mar de McKinley) é um mar do oceano Ártico, entre o nordeste da Gronelândia e Svalbard. Os mares mais a norte e nordeste do mar de Wandel encontram-se congelados todo o ano.
O mar de Wandel abrange a área entre o cabo Morris Jesup a oeste e o mar de Lincoln a leste. A sul, vai até Nordostrundingen. Liga o mar da Gronelândia a sul através do estreito do Fram.